# Random (singel Lady Sovereign)
Random – singel Lady Sovereign promujący album Public Warning, wydany 14 marca 2005 nakładem wytwórni płytowej Casual Records.
Utwór wykorzystano w filmach W Wirze, Rozstania i powroty, a także serialu CSI: Kryminalne zagadki Nowego Jorku.
Singel notowany był na 73. miejscu zestawienia UK Singles Chart w Wielkiej Brytanii.

## Lista utworów i formaty singla
| - The Remixes – 12" 1. „Random” (Menta Remix feat. Riko) 2. „Random” (Menta Instrumental) 3. „Random” (A. Rucker & Sinden Vocal Mix) 4. „Random” (A. Rucker & Sinden Instrumental) 5. „Random” (Menta Accapella feat. Riko) - Maxi singel 1. „Random” (Original Radio Edit) – 3:39 2. „Random” (Menta Remix) – 4:57 3. „Random” (A. Brucker & Sinden Remix) – 3:50 4. „Random” – Video 1 (w reżyserii Chrisa Cairnsa i Jonny’ego Wardle’a) 5. „Random” – Video 2 (w reżyserii Toma Oswalda) | - Promo 1. „Random” (Original Mix – Clean Edit) 2. „Random” (Menta Remix – Clean Edit) - Singel CD 1. „Random” (Original Mix) 2. „Random” (Menta Remix feat. Riko) 3. „Random” (A. Brucker & Sinden Vocal Mix) 4. „Random” (Original Mix Clean Edit) 5. „Random” (Menta Remix feat. Riko Clean Edit) 6. „Random” (A. Brucker & Sindon Vocal Mix Clean Edit) |

## Pozycja na liście sprzedaży
| Kraj            | Notowanie (2005) | Najwyższa pozycja |
| --------------- | ---------------- | ----------------- |
| Wielka Brytania | UK Singles Chart | 73                |